# Kaliaren
Kaliaren is een bestuurslaag in het regentschap Kuningan van de provincie West-Java, Indonesië. Kaliaren telt 2254 inwoners (volkstelling 2010).